# Henriette de Sainte-Marie
Henriette Marie de Sainte-Marie, cunoscută sub numele de Baronesa Almaury de Maistre, (n. 31 iulie 1809, Nevers, Bourgogne, Franța – d. 7 iunie 1875, Chaulgnes, Bourgogne, Franța), a fost o compozitoare franceză.

## Biografie
Henriette de Sainte-Marie, fiica deputatului și scriitorului Louis Marie Rapine du Nozet de Sainte-Marie, în 1831 s-a căsătorit cu baronul Charles Augustin Almaury de Maistre în Sainte-Marie, Nièvre.
Poetul Maurice de Guérin ar fi fost îndrăgostit de ea.

## Creații
Henriette de Sainte-Marie a compus studii și o operă, Rusalka, prezentată în Bruxelles la Théâtre de la Monnaie în 1870. Printre lucrările sale se numără „Stabat mater” (1867)